# المريخ 5
مارس 5 (الروسية: Марс-5)، والمعروفة أيضًا باسم 3إم إس رقم 53S، كانت مركبة فضائية سوفيتية أُطلقت لاستكشاف المريخ. أُطلقت مركبة 3إم إس الفضائية كجزء من برنامج المريخ، ودخلت مدار المريخ بنجاح عام 1974. إلا أنها فشلت بعد بضعة أسابيع.

## المركبة الفضائية
حملت مركبة مارس 5 مجموعة من الأدوات لدراسة المريخ. بالإضافة إلى الكاميرات، جُهزت بمقراب لاسلكي، ومقياس إشعاع بالأشعة تحت الحمراء، ومقاييس ضوئية متعددة، ومقاييس استقطاب، ومقياس مغناطيسية، ومصائد بلازما، ومحلل كهروستاتيكي، ومقياس طيف أشعة جاما، ومسبار راديوي. وكانت الكاميرات الثلاث: فيجا 52 مم، وزولفار 350 مم، وكاميرا بانورامية.
بُنيت مارس 5 على يد لافوشكين، وكان ثاني مركبة فضائية من طراز 3إم إس أُطلقت إلى المريخ عام 1973، بعد المريخ 4. أُطلق أيضًا صاروخ 3إم إس خلال نافذة الإطلاق لعام 1971 باسم كوزموس 419. إلا أنه فشل في مغادرة مدار الأرض بسبب فشل الإطلاق. بالإضافة إلى المركبات المدارية، أُطلقت مهمتان للهبوط من طراز 3إم بي، وهما المريخ 6 والمريخ 7، خلال نافذة الإطلاق لعام 1973.

## الإطلاق
أُطلق مسبار مارس 5 بصاروخ حامل من طراز بروتون-ك مع المرحلة العليا بلوك دي، من موقع قاعدة بايكونور الفضائية 81/24. حدث الإطلاق في الساعة 18:55:48 بالتوقيت العالمي المنسق في 25 يوليو 1973، حيث وضعت المراحل الثلاث الأولى المركبة الفضائية والمرحلة العليا في مدار أرضي منخفض قبل إطلاق بلوك دي لدفع مارس 5 إلى مدار شمسي متجهًا إلى المريخ.
أجرت المركبة الفضائية مناورات تصحيح المسار في 3 أغسطس 1973 و2 فبراير 1974.

## مدار المريخ
وصل المسبار إلى المريخ في 12 فبراير 1974. في الساعة 14:44:25 اشتعلت محركات المركبة الفضائية لبدء حرق إدخالها في المدار، مما وضعها بنجاح في مدار أريوسي مع نقطة حضيض تبلغ 1,760 كيلومتر (1,090 ميل) ، ذروة تبلغ 32,586 كيلومتر (20,248 ميل) و 35.3 درجة ميل.
بدأ تسرب في حجرة الأجهزة المضغوطة في المركبة الفضائية بمجرد دخول المركبة الفضائية مدارها حول المريخ، والذي اعتقد المراقبون أنه نتيجة لاصطدام نيزك صغير أثناء الإدخال المداري. توقفت عن العمل في 28 فبراير، بعد أن أرسلت 180 إطارًا فوتوغرافيًّا، 43 منها كانت ذات جودة قابلة للاستخدام. كان العمر الافتراضي الأصلي للمسبار في مدار المريخ ثلاثة أشهر. قام مطياف أشعة جاما الخاص بالمسبار بقياس محتوى اليورانيوم والثوريوم والبوتاسيوم في السطح الذي مر به المسبار ووجد أنها تشبه الصخور النارية على الأرض. تختلف النسب الدقيقة للعناصر باختلاف عمر السطح. أفاد مقياس الأشعة تحت الحمراء الخاص بمارس 5 أن درجة حرارة السطح خلال النهار تتراوح بين −44 و −2 °م (−47 و 28 °ف). قيست درجات الحرارة الليلية عند −73 °م (−99 °ف).
كما أجرى المسبار عددًا من الملاحظات على الغلاف الجوي للمريخ. ووجد طبقة الأوزون على ارتفاع 30 كيلومتر (19 ميل) سطح البحر. ورصد السحب.